# Phaloe pyste
Phaloe pyste är en fjärilsart som beskrevs av Druce 1885. Phaloe pyste ingår i släktet Phaloe och familjen björnspinnare. Inga underarter finns listade i Catalogue of Life.